# 卡尔·马克思勋章
卡尔·马克思勋章（德語：Karl-Marx-Orden）
民主德国的卡尔·马克思勋章相当于苏联的列宁勋章，是该国最重要的勋章，享有崇高荣誉。在1953年5月5日卡尔·马克思诞辰135周年之际，德意志民主共和国在当天举行了一系列纪念活动，并由部长会议设立了以这位世界无产阶级革命伟大导师卡尔·马克思命名的勋章，用以表彰对思想理论、文化、经济及其他领域作出杰出贡献的个人、企业、组织及军事单位。获得该勋章同时还能得到20,000民主德国马克的奖金。外国公民也可被授予该勋章，其中比较著名的有：勃列日涅夫、华西列夫斯基、加加林、铁托、齐奥塞斯库等。

## 获奖人
- 1953年：奥托·格罗提渥、Luise Kähler、赫尔曼·马特恩、威廉·皮克、威廉·蔡塞尔
- 1961年：Alfred Kurella
- 1962年：Franz Dahlem、Herbert Warnke、Otto Winzer
- 1963年：加加林、Willy Rumpf、Karl Maron、瓦莲京娜·弗拉基米罗芙娜·捷列什科娃
- 1965年：Paul Fröhlich
- 1967年：John Heartfield、Karl Mewis、Wilhelm Kling
- 1968年：Roman Chwalek、Kurt Seibt、Max Burghardt
- 1969年：Lotte Ulbricht、埃里希·昂纳克、Jürgen Kuczynski、赫尔曼·马特恩、Albert Norden、维利·斯多夫、保罗·维尔纳、哈里·蒂施
- 1970年：海因茨·霍夫曼、埃里希·米肯贝格尔、Erwin Kramer、Bruno Apitz、Harry Tisch、Otto Braun、Max Burghardt
- 1972年：Klaus Gysi、Kurt Hager、Max Fechner、埃里希·昂纳克、Max Spangenberg
- 1973年：Ernst Albert Altenkirch、弗里德里希·迪克尔、Ernst Goldenbaum、埃里希·梅尔克、Fred Oelßner
- 1974年：托多尔·日夫科夫、Alexander Schalck-Golodkowski、维利·斯多夫、马库斯·沃尔夫、Walter Arnold、Jurij Brězan、Fritz Cremer、约瑟普·布罗兹·铁托
- 1975年：霍斯特·辛德曼、Paul Wandel、亚历山大·米哈伊洛维奇·华西列夫斯基
- 1976年：Luise Ermisch、Wolfgang Junker、Günter Mittag、Werner Walde、Ernst Scholz、保罗·维尔纳
- 1977年：Hilde Benjamin、Kurt Hager、埃里希·昂纳克、Margot Honecker、埃里希·梅尔克、约瑟普·布罗兹·铁托
- 1978年：Werner Felfe、汉斯·莫德罗、Joachim Herrmann、Elli Schmidt、维尔纳·克罗利科夫斯基、康拉德·瑙曼
- 1979年：Horst Dohlus、Johannes Chemnitzer、Gerhard Grüneberg、Heinz Keßler、Peter Edel、克劳斯·富赫斯
- 1980年：海因茨·霍夫曼、Alfred Lemmnitz、Siegfried Lorenz
- 1981年：Erwin Geschonneck、Peter Florin、Albert Norden、Gerhard Schürer
- 1982年：Alexander Schalck-Golodkowski、Kurt Hager、埃里希·昂纳克、埃里希·梅尔克、Paul Scholz
- 1983年：Lotte Ulbricht、Gerhard Beil、弗里德里希·迪克尔、埃贡·克伦茨、Oskar Fischer、Theo Balden、Wilhelm Ehm
- 1984年：阿尔弗雷德·诺依曼、维利·斯多夫、东德人民海军第六舰队
- 1985年：Horst Dohlus、弗里德里希·迪克尔、海因茨·霍夫曼、埃里希·昂纳克、Bruno Lietz、埃里希·米肯贝格尔
- 1986年：Heinrich Adameck、Günter Mittag、Gisela Glende
- 1987年：Hilde Benjamin、Margot Honecker、维尔纳·克罗利科夫斯基、埃里希·梅尔克、马库斯·沃尔夫
- 1988年：曼弗雷德·格拉赫、Joachim Herrmann、Kurt Seibt、尼古拉·齐奥塞斯库
- 1989年：君特·沙博夫斯基、维利·斯多夫、Günther Wyschofsky、Herbert Weiz